# Mazurówka (obwód tarnopolski)
Mazurówka (ukr. Мазурівка, Mazuriwka) – wieś na Ukrainie, w  rejonie czortkowskim obwodu tarnopolskiego, w hromadzie Białobożnica.

## Historia
Nazwa miejscowości pochodzi od Mazurów, polskich osadników. W XIX w. Mazurówka była częścią wsi Białobożnica w powiecie czortkowskim w Królestwie Galicji i Lodomerii.
W okresie międzywojennym Mazurówka nadal była częścią Białobożnicy w gminie wiejskiej Białobożnica, w powiecie czortkowskim, w województwie tarnopolskim II Rzeczypospolitej.

## Współczesność
Od 2015 Mazurówka przestała być chutorem Białobożnicy i obecnie jako pełnoprawna wieś wchodzi w skład białobożnickiej rady wiejskiej.
W Mazurówce znajdują się dwie kapliczki. W jednej z nich, odnowionej w 2013 r. umieszczono figurkę Matki Boskiej sprowadzoną z Polski od księdza Józefa Bilawskiego, który niegdyś mieszkał w Mazurówce.
W 1949 funkcjonowała tu szkoła początkowa. Obecnie brak szkoły, dzieci uczą się w sąsiedniej Białobożnicy.
We wsi znajduje się punkt akuszersko-felczerski oraz sklep z salą bankietową.
W 2015 r. miejscowość liczyła 59 domów i 128 mieszkańców.